# Mecynometa trilineata
Mecynometa trilineata är en spindelart som beskrevs av Cândido Firmino de Mello-Leitão 1940. 
Mecynometa trilineata ingår i släktet Mecynometa och familjen käkspindlar. Inga underarter finns listade i Catalogue of Life.